# Hungchi
Le Hungchi (également connu sous le nom de Chakhung), culminant à 7 029 m d'altitude, est un sommet de l'Himalaya à la frontière entre la Chine (région autonome du Tibet) et le Népal.

## Géographie
Le Hungchi se situe à 17 km à l'ouest de l'Everest, au bout de la vallée de Gokyo et au sud du Nup La, un col à 5 985 m d'altitude. À l'est, la crête de la montagne continue vers le sommet oriental qui s'élève à 6 942 m, jusqu'au Chumbu et au Pumori. 
Le glacier occidental du Rongbuk s'étend au nord du Hungchi. Le glacier Ngojumba s'épanche sur le flanc ouest. Sur le flanc sud-est se trouve la zone d'alimentation du glacier Gyhubanare, glacier affluent du glacier Ngojumba.

## Histoire
Le Hungchi a été gravi pour la première fois le 19 avril 2003 par une expédition japonaise,. Le chef de l'expédition était Takashi Shiro. Les membres de l'expédition qui ont atteint le sommet étaient Kanji Shimizu, Tadashi Morita et Katsuo Fukuhara, ainsi que le Népalais Sirdar Tul Bahadur Tamang et les porteurs Ram Kaji Tamang, Hitman Tamang et Santaman Tamang. L'itinéraire a suivi l'arête sud-ouest jusqu'au sommet.
Le 18 mai 2024, Charles Dubouloz et Symon Welfringer parviennent au sommet du Hungchi ouvrant la voie Le cavalier sans tête dans la face ouest.